# Epiplatys ansorgii
Epiplatys ansorgii es una especie de pez de la familia de los notogránquidos en el orden de los ciprinodontiformes.

## Morfología
Los machos pueden alcanzar los 7,5 cm de longitud total.

## Distribución geográfica
Se encuentran en África: Gabón.